# Lijst van zwemrecords 50 meter schoolslag mannen
Dit is een overzicht van de verschillende zwemrecords op de 50 meter schoolslag bij de mannen, onderverdeeld in de langebaan (50 meter) en de kortebaan (25 meter).

## Langebaan (50 meter)

### Ontwikkeling wereldrecord
| Nr. | Naam                  | Land                | Tijd  | Datum            | Plaats         |
| --- | --------------------- | ------------------- | ----- | ---------------- | -------------- |
|     | Adam Peaty            | Verenigd Koninkrijk | 25,95 | 25 juli 2017     | Boedapest      |
|     | Adam Peaty            | Verenigd Koninkrijk | 26,10 | 25 juli 2017     | Boedapest      |
|     | Adam Peaty            | Verenigd Koninkrijk | 26,42 | 4 augustus 2015  | Kazan          |
|     | Cameron van der Burgh | Zuid-Afrika         | 26,62 | 4 augustus 2015  | Kazan          |
|     | Adam Peaty            | Verenigd Koninkrijk | 26,62 | 22 augustus 2014 | Berlijn        |
|     | Cameron van der Burgh | Zuid-Afrika         | 26,67 | 29 juli 2009     | Rome           |
|     | Cameron van der Burgh | Zuid-Afrika         | 26,74 | 28 juli 2009     | Rome           |
|     | Felipe França         | Brazilië            | 26,89 | 9 mei 2009       | Rio de Janeiro |
|     | Cameron van der Burgh | Zuid-Afrika         | 27,06 | 18 april 2009    | Durban         |
|     | Oleg Lisogor          | Oekraïne            | 27,18 | 2 augustus 2002  | Berlijn        |
|     | Ed Moses              | Verenigde Staten    | 27,39 | 31 maart 2001    | Austin         |
|     | Anthony Robinson      | Verenigde Staten    | 27,49 | 29 maart 2001    | Austin         |

### OntwikkelingEuropeesrecord
| Nr. | Naam                 | Land                | Tijd  | Datum             | Plaats              |
| --- | -------------------- | ------------------- | ----- | ----------------- | ------------------- |
|     | Hendrik Feldwehr     | Duitsland           | 26,83 | 28 juli 2009      | Rome                |
|     | Oleg Lisogor         | Oekraïne            | 27,18 | 2 augustus 2002   | Berlijn             |
|     | James Gibson         | Verenigd Koninkrijk | 27,51 | 13 april 2002     | Manchester          |
|     | Oleg Lisogor         | Oekraïne            | 27,52 | 29 juli 2001      | Fukuoka             |
|     | Mark Warnecke        | Duitsland           | 27,59 | 28 juli 2001      | Fukuoka             |
|     | Alexander Dzhaburiya | Oekraïne            | 27,61 | 27 april 1996     | Charkov             |
|     | Mark Warnecke        | Duitsland           | 27,82 | 25 mei 1995       | Warendorf           |
|     | Dmitri Volkov        | Sovjet-Unie         | 28,05 | 25 juni 1989      | Canet-en-Roussillon |
|     | Dmitri Volkov        | Sovjet-Unie         | 28,10 | 14 juni 1989      | Chisinau            |
|     | Dmitri Volkov        | Sovjet-Unie         | 28,12 | 19 september 1988 | Seoel               |
|     | Rolf Beab            | West-Duitsland      | 28,46 | 25 juni 1986      | Hannover            |
|     | Dmitri Volkov        | Sovjet-Unie         | 28,48 | 20 februari 1986  | Moskou              |
|     | Rolf Beab            | West-Duitsland      | 28,67 | 2 juli 1985       | Heidelberg          |

### OntwikkelingNederlandsrecord
| Nr. | Naam                 | Club                | Tijd  | Datum            | Plaats      |
| --- | -------------------- | ------------------- | ----- | ---------------- | ----------- |
|     | Koen de Groot        | PSV                 | 26,71 | 29 juli 2025     | Singapore   |
|     | Ties Elzerman        | De Dolfijn          | 27,02 | 15 april 2018    | Eindhoven   |
|     | Ties Elzerman        | De Dolfijn          | 27,10 | 4 maart 2018     | Antwerpen   |
|     | Robin van Aggele     | AZ&PC               | 27,53 | 18 april 2009    | Amsterdam   |
|     | Robin van Aggele     | AZ&PC               | 27,58 | 18 april 2009    | Amsterdam   |
|     | Lennart Stekelenburg | Eiffel Swimmers PSV | 27,95 | 22 maart 2008    | Eindhoven   |
|     | Robin van Aggele     | Zwemlust/den Hommel | 28,10 | 27 maart 2007    | Melbourne   |
|     | Robin van Aggele     | Zwemlust/den Hommel | 28,21 | 23 april 2006    | Eindhoven   |
|     | Lennart Stekelenburg | MNC Dordrecht       | 28,30 | 10 maart 2006    | Antwerpen   |
|     | Lennart Stekelenburg | MNC Dordrecht       | 28,46 | 24 april 2005    | Amsterdam   |
|     | Marcel Wouda         | PSV                 | 28,64 | 21 juni 1998     | Eindhoven   |
|     | Ron Dekker           | De IJsel            | 28,80 | 17 juli 1994     | Drachten    |
|     | Ron Dekker           | De IJsel            | 28,81 | 18 augustus 1987 | Straatsburg |
|     | Ron Dekker           | De IJsel            | 28,91 | 26 januari 1986  | Amersfoort  |
|     | Ron Dekker           | De IJsel            | 29,14 | 24 januari 1986  | Amersfoort  |
|     | Ron Dekker           | De IJsel            | 29,47 | 25 januari 1985  | Amersfoort  |
|     | Ron Dekker           | De IJsel            | 29,65 | 25 januari 1985  | Amersfoort  |
|     | Jim Corbeau          | AZ&PC               | 30,14 | 27 januari 1984  | Amersfoort  |
|     | Albert Boonstra      | NZC'21              | 30,74 | 21 juli 1980     | Moskou      |
|     | Ronald Hond          | Het Y               | 32,43 | 16 augustus 1977 | Jönköping   |

## Kortebaan (25 meter)

### Ontwikkeling wereldrecord
| Nr. | Naam                  | Land             | Tijd  | Datum            | Plaats           |
| --- | --------------------- | ---------------- | ----- | ---------------- | ---------------- |
|     | Emre Sakci            | Turkije          | 24,95 | 27 december 2021 | Gaziantep        |
|     | Ilya Shymanovich      | Wit-Rusland      | 25,25 | 7 november 2021  | Kazan            |
|     | Cameron van der Burgh | Zuid-Afrika      | 25,25 | 14 november 2009 | Berlijn          |
|     | Cameron van der Burgh | Zuid-Afrika      | 25,43 | 8 augustus 2009  | Pietermaritzburg |
|     | Cameron van der Burgh | Zuid-Afrika      | 25,94 | 11 november 2008 | Stockholm        |
|     | Cameron van der Burgh | Zuid-Afrika      | 26,08 | 8 november 2008  | Moskou           |
|     | Oleg Lisogor          | Oekraïne         | 26,17 | 21 januari 2006  | Berlijn          |
|     | Oleg Lisogor          | Oekraïne         | 26,20 | 26 januari 2002  | Berlijn          |
|     | Ed Moses              | Verenigde Staten | 26,28 | 22 januari 2002  | Stockholm        |
|     | Mark Warnecke         | Duitsland        | 26,70 | 11 december 1998 | Sheffield        |
|     | Mark Warnecke         | Duitsland        | 26,97 | 28 november 1998 | Fulda            |
|     | Mark Warnecke         | Duitsland        | 26,97 | 28 maart 1998    | Parijs           |
|     | Mark Warnecke         | Duitsland        | 26,97 | 21 januari 1998  | Sydney           |
|     | Mark Warnecke         | Duitsland        | 26,97 | 8 februari 1997  | Parijs           |
|     | Mark Warnecke         | Duitsland        | 27,00 | 18 februari 1995 | Gelsenkirchen    |

- FINA erkent wereldrecords op de 50 meter schoolslag kortebaan sinds 31 augustus 1994.

### OntwikkelingEuropeesrecord
| Nr. | Naam                 | Land        | Tijd  | Datum            | Plaats        |
| --- | -------------------- | ----------- | ----- | ---------------- | ------------- |
|     | Oleg Lisogor         | Oekraïne    | 26,17 | 21 januari 2006  | Berlijn       |
|     | Oleg Lisogor         | Oekraïne    | 26,20 | 26 januari 2002  | Berlijn       |
|     | Roman Sloudnov       | Rusland     | 26,54 | 22 januari 2002  | Stockholm     |
|     | Mark Warnecke        | Duitsland   | 26,70 | 11 december 1998 | Sheffield     |
|     | Mark Warnecke        | Duitsland   | 26,97 | 28 november 1998 | Fulda         |
|     | Mark Warnecke        | Duitsland   | 26,97 | 28 maart 1998    | Parijs        |
|     | Mark Warnecke        | Duitsland   | 26,97 | 21 januari 1998  | Sydney        |
|     | Mark Warnecke        | Duitsland   | 26,97 | 8 februari 1997  | Parijs        |
|     | Mark Warnecke        | Duitsland   | 27,00 | 18 februari 1995 | Gelsenkirchen |
|     | Alexander Dzhaburiya | Oekraïne    | 27,20 | 26 maart 1994    | Parijs        |
|     | Alexander Dzhaburiya | Oekraïne    | 27,24 | 19 maart 1994    | Gelsenkirchen |
|     | Vassili Ivanov       | Rusland     | 27,25 | 22 november 1992 | Espoo         |
|     | Dmitri Volkov        | Sovjet-Unie | 27,29 | 16 maart 1991    | Bonn          |

### OntwikkelingNederlandsrecord
| Nr. | Naam             | Club                | Tijd  | Datum             | Plaats           |
| --- | ---------------- | ------------------- | ----- | ----------------- | ---------------- |
|     | Robin van Aggele | SG Zwemlust/Utrecht | 26,88 | 13 april 2008     | Manchester       |
|     | Robin van Aggele | SG Zwemlust/Utrecht | 26,89 | 12 april 2008     | Manchester       |
|     | Robin van Aggele | SG Zwemlust/Utrecht | 27,19 | 13 november 2007  | Stockholm        |
|     | Robin van Aggele | Zwemlust/den Hommel | 27,23 | 17 december 2006  | Drachten         |
|     | Ron Dekker       | De IJsel            | 27,40 | 22 maart 1994     | Sheffield        |
|     | Ron Dekker       | De IJsel            | 27,42 | december 1991     | Gelsenkirchen    |
|     | Ron Dekker       | De IJsel            | 27,65 | 23 februari 1990  | Leicester        |
|     | Ron Dekker       | De IJsel            | 27,86 | 14 februari 1988  | Bonn             |
|     | Ron Dekker       | De IJsel            | 27,87 | 19 december 1987  | Uden             |
|     | Ron Dekker       | De IJsel            | 27,95 | 8 februari 1987   | Bonn             |
|     | Ron Dekker       | De IJsel            | 28,07 | 7 februari 1987   | Bonn             |
|     | Ron Dekker       | De IJsel            | 28,21 | 6 februari 1987   | Bonn             |
|     | Ron Dekker       | De IJsel            | 28,43 | 22 november 1986  | Wassenaar        |
|     | Ron Dekker       | De IJsel            | 28,50 | 14 december 1985  | 's-Hertogenbosch |
|     | Ron Dekker       | De IJsel            | 28,75 | 14 december 1985  | 's-Hertogenbosch |
|     | Ron Dekker       | De IJsel            | 29,10 | 15 september 1984 | Amsterdam        |
|     | Ron Dekker       | De IJsel            | 29,64 | 12 februari 1983  | Bonn             |
|     | Ron Dekker       | De IJsel            | 29,91 | 12 februari 1983  | Bonn             |
|     | Frank Vijver     | Het Y               | 30,43 | 17 december 1982  | Göteborg         |